# Tour Causses Aigoual Cévennes et Pays de Sommières
Le Tour Causses Aigoual Cévennes et Pays de Sommières est une course cycliste française qui se déroule dans plusieurs communautés de communes du Gard, près des Cévennes. Cette compétition se tient habituellement au mois d'août. Elle est organisée par le club Montpellier Languedoc Cyclisme. 
Depuis son origine, l'épreuve est uniquement disputée par des juniors (moins de 19 ans). Des cyclistes réputés comme Romain Bardet, Thibaut Pinot ou Warren Barguil ont participé à ce Tour avant d'intégrer les rangs professionnels,. 

## Palmarès
| Année                                              | Vainqueur                     | Deuxième                      | Troisième                     |
| Tour Cévennes-Garrigues                            | Tour Cévennes-Garrigues       | Tour Cévennes-Garrigues       | Tour Cévennes-Garrigues       |
| -------------------------------------------------- | ----------------------------- | ----------------------------- | ----------------------------- |
| 2003                                               | Nicolas Delon                 | Veaceslav Talasimov           | Vincent Lecat                 |
| 2004                                               | Thomas Rostollan              | Bertrand Moulinet             | Florent Bonnet                |
| 2005                                               | Sébastien Ivars               | Mathieu Gaye                  | Guillaume De Gasquet          |
| 2006                                               | Thomas Bonnin                 | Yannick Ricordel              | Guillaume Brutus              |
| 2007                                               | Mickaël Gasperin              | Michaël Isérable              | Rudy Molard                   |
| 2008                                               | Camille Thominet              | Anthony Perez                 | Thibaut Pinot                 |
| 2009                                               | Grégoire Tarride              | Julien Quessette              | Rémi Combailie                |
| 2010                                               | Clément Chiaroni              | Nicolas Thomasson             | Thomas Roux                   |
| 2011                                               | Nicolas Carret                | Romain Faussurier             | Loïck Lebouvier               |
| 2012                                               | Loïc Rolland                  | Lucas Bleys                   | Tom Bossis                    |
| 2013                                               | Léo Vincent                   | Valentin Lacroix              | Gracjan Szelag                |
| Tour Causses Aigoual Cévennes et Pays de Sommières |                               |                               |                               |
| 2014                                               | Valentin Ortillon             | Alexandre Finos               | Robin Meyer                   |
| 2015                                               | pas organisé                  | pas organisé                  | pas organisé                  |
| 2016                                               | Axel Narbonne-Zuccarelli      | Quentin Grolleau              | Quentin Rossini               |
| 2017                                               | Antoine Grand                 | Dilhan Will                   | Eliot Pauchard                |
| 2018                                               | Nathan Vandepitte             | Hugo Walkowiak                | Oscar Lentini                 |
| 2019                                               | Lander Lartitegi              | Louis Rouland                 | Victor Bosoni                 |
| 2020                                               | annulé (pandémie de Covid-19) | annulé (pandémie de Covid-19) | annulé (pandémie de Covid-19) |
| 2021                                               | Julien Azile Lozach           | Darren Rafferty               | Corentin Devroute             |
| 2022                                               | Célian Thibaud                | Alexy Faure-Prost             | Romain Bréant                 |
| 2023                                               | Adam Rafferty                 | Camille Charret               | Carter Guichard               |
| 2024                                               | Rafael Philippe               | Gabriel Layrac                | Carter Guichard               |